# Giacomo Lubrano
Pour les articles homonymes, voir Lubrano.
Giacomo Lubrano, né le 12 septembre 1619 à Naples et mort dans cette même ville le 23 octobre 1693, est un jésuite, prédicateur et poète italien.

## Biographie
Célèbre à son époque surtout pour ses qualités de prédicateur, Lubrano fut aussi l'auteur de nombreux poèmes, dont le recueil « Étincelles poétiques » (Scintille poetiche o poesie sacre e morali di Paolo Brinacio Napoletano, Napoli, Parrino/Muzi, 1690) est considéré comme une des expériences les plus extrêmes du baroque littéraire italien. Tombé dans l'oubli après sa mort, l'œuvre poétique de Lubrano a été redécouvert seulement depuis la moitié du XXe siècle. Dans ses Étincelles poétiques, 1690), publiées sous le pseudonyme anagrammatique de Paolo Brinaccio, on retrouve poussés à l'extrême les traits caractéristiques de la tradition poétique mariniste : un goût typiquement baroque de la complication, de l'étrange, voire de l'aberrant, s'exprimant dans un langage foisonnant d'analogies et de concetti.
Parmi ses compositions, on remarque encore les Prediche quaresimali, ainsi que le recueil de vers en latin Suaviludia Musarum ad Sebethi ripam. Ses meilleurs panégyriques, écrits parallèlement aux vers et non négligeables, se trouvent dans le Cielo domenicano [Ciel dominicain], 1691.
Selon Giovanni Getto, « Lubrano, sur les bases de la poétique baroque, qu’il n’hésite pas à exploiter jusqu’à ses conséquences extrêmes, atteint quelques-unes des plus vigoureuses expressions du sentiment religieux du siècle. On touche chez Lubrano le point de tension maximale de l’expérience baroque ».